# チヒルトゥマ
チヒルトゥマ（ラテン文字：Chikhirtma、グルジア語: ჩიხირთმა）は伝統的なジョージアのスープである。チヒルトゥマは野菜のベースがほぼ全くないスープとして記述される。
チヒルトゥマは鶏肉（羊肉を用いることもある）の出汁から作り、これにほぐした卵（卵黄のみのこともある）で味わいを濃厚にしたスープである。調理していない卵を温度の高い出汁と一体化させていく技術は比較的難易度が高い。この技術は古代ペルシアに現れ、出汁と卵を一体化させることを目的としている。
このため、卵はボウルに割り入れて少量の生温い出汁と撹拌し、その後に少量の小麦粉（伝統的にコーンミールを用いる）と有機酸（ザクロもしくはレモン汁、ワイン、ヴィネガーなど）を加えていく。この撹拌は5～7分行い、温度の高い出汁を徐々に加えて撹拌していく。
出汁をとった肉を取り出す前に小麦粉と玉ねぎを加え、その後スープに沈める。グルジアの家庭に一般的にある食材以外では、ハーブや香辛料（チリパウダー、マリーゴールド、コリアンダー、バジル、パセリ、セロリの葉など）、シナモン、ペパーミント、そしてコリアンダーシードは必ずと言っていいほど加える。